# کاردیل د لس منتس
کاردیل د لس منتس (به اسپانیایی: Cardiel de los Montes) یک شهرستان در اسپانیا است که در استان تولدو واقع شده‌است.

## خصوصیات
کاردیل د لس منتس ۲۴ کیلومترمربع مساحت و ۲۵۶ نفر جمعیت دارد و ۴۰۲ متر بالاتر از سطح دریا واقع شده‌است.